# Diensthop
Diensthop (plattdeutsch Dienshoop) ist ein Ortsteil von Dörverden im Süden des Landkreises Verden in Niedersachsen.

## Geografie
Diensthop ist rund vier Kilometer südwestlich von Dörverden gelegen; wegen der vielen umliegenden Wälder ist das Dorf ein Ziel für Wanderer.

## Geschichte
Der Ort wurde im Jahre 1310 erstmals in einer Urkunde als Dinshope erwähnt. Die frühere Besiedlung 2000 bis 1400 v. Chr. ist durch hier gefundene Hügelgräber nachgewiesen.
In der Gemarkung stehen mehrere 1575 aufgestellte Snedensteine, die als Grenzmarkierungen zwischen dem Stift Verden, der Grafschaft Hoya und dem Herzogtum Lüneburg dienten.
Im Jahre 1938 wurden im Diensthoper Wald in Richtung Barme Bunker als Bestandteil der Pulverfabrik Eibia errichtet.
Zur Zeit des Kalten Krieges befand sich nordöstlich in der Nähe des Ortes die Standortmunitionsniederlage Diensthop, in der auch Nuklearwaffen deponiert waren.
Am 1. Januar 1971 schloss sich Diensthop freiwillig der Gemeinde Dörverden an.

## Politik
Ortsvorsteher ist Michael Müller.

## Wappen
Blasonierung: „In Silber ein nach rechts schreitender roter Rehbock, darüber drei nebeneinander stehende grüne Tannen.“